# HD 152581
HD 152581 (Mahsati) – gwiazda w gwiazdozbiorze Wężownika. Według pomiarów sondy Gaia opublikowanych w 2018 roku, jest odległa od Słońca o około 540 lat świetlnych. Obiega ją co najmniej jedna planeta pozasłoneczna.

## Nazwa
Gwiazda ma nazwę własną Mahsati, pochodzącą od perskiej poetki Mahsati pochodzącej z miasta Gandża w Azerbejdżanie. Nazwa została wyłoniona w konkursie zorganizowanym w 2019 roku przez Międzynarodową Unię Astronomiczną w ramach stulecia istnienia organizacji. Sto państw zyskało prawo nazwania gwiazd i okrążających je planet; uczestnicy z Azerbejdżanu mogli wybrać nazwę dla tej gwiazdy. Wybrane nazwy miały być powiązane tematycznie i związane z Azerbejdżanem. Spośród nadesłanych propozycji zwyciężyła nazwa Mahsati dla gwiazdy i Ganja dla planety.

## Charakterystyka
HD 152581 to podolbrzym. Jest to gwiazda chłodniejsza od Słońca, należy do typu widmowego K0 i ma temperaturę około 5150 K. Jej masa jest najprawdopodobniej nieco mniejsza od masy Słońca, ale gwiazda jest od niego starsza (jej wiek szacuje się na 12 ± 3 mld lat) i jej promień wzrósł do ok. 4,8 razy większego niż promienia Słońca. Jest niewidoczna gołym okiem, jej obserwowana wielkość gwiazdowa to 8,35m.
W 2011 roku odkryto krążącą wokół tej gwiazdy planetę HD 152581 b (Ganja). Planeta jest gazowym olbrzymem o masie półtora raza większej od masy Jowisza, obiegającym gwiazdę w odległości 1,48 au.
| Towarzysz | Masa [ MJ ] | Okres orbitalny [ d ] | Półoś wielka [ au ] | Ekscentryczność |
| b (Ganja) | 1,5 ± 0,1   | 689 ± 13              | 1,48 ± 0,04         | 0 (założona)    |